# Paulo José Miranda
Paulo José Miranda (Aldeia de Paio Pires, 21 de maio de 1965) é um romancista, poeta e dramaturgo português.
"A  Voz que nos Trai",  seu primeiro  livro de poesias, publicado em 1997, foi  vencedor do prémio Teixeira de Pascoaes.
Iniciou então o seu "tríptico da criação", uma série de romances sobre autores portugueses do século XIX. Venceu a primeira edição do Prémio Literário José Saramago, em 1999, com Natureza Morta, segunda parte da trilogia.
Em maio de 2015 foi agraciado com o Prêmio da Sociedade Portuguesa de Autores e a Rede Portuguesa de Televisão -  Prêmio SPA/RTP 2015 para o melhor livro de Poesias, com a obra "Exercícios de Humano", publicado pela editora Abysmo.
Viveu durante cinco anos na Turquia com sua companheira na época, a cineasta Pelin Esmer. Voltou para Portugal em 2003. Em 2005  mudou-se para o Brasil, onde morou em distintos sítios:  Rio de Janeiro, São Paulo, Florianópolis, Eldorado do Sul, Jaguarão e  Porto Alegre. Mora atualmente em Fazenda Rio Grande, na Região Metropolitana de Curitiba.
É membro do PEN Clube Português desde 1998.
Desde 2022, é sócio correspondente da Classe de Letras da Academia das Ciências de Lisboa (1.ª Secção - Literatura e Estudos Literários).

## Obras

### Prosa
- Um Prego no Coração, Lisboa: Cotovia, 1998
- Natureza Morta, Lisboa: Cotovia, 1999
- Vício, Lisboa: Cotovia, 2001
- O Mal, Lisboa: Cotovia, 2002
- Un Clavo en el Corazón, Espanha, Periférica, 2007
- A América (aforismos), Lisboa: Bertrand Editora, 2008
- Com o Corpo Todo, Lisboa: Ulisseia, 2011
- Filhas, Lisboa: Oficina do Livro, 2012
- A Máquina do Mundo, Lisboa: Abysmo, 2014
- A Doença da Felicidade, Lisboa: Abysmo, 2015

### Cartas
- Todas as Cartas de Amor, Lisboa: Abysmo, 2014

### Teatro
- O Corpo de Helena, Lisboa: Ulisseia, 2001
- Colmeiópolis-Um dia na Colmeia,  (Teatro Infantil), Escola Portuguesa de Maputo, Maputo, Moçambique, 2014

### Poesia
- A voz que nos trai, Lisboa: Cotovia, 1997
- A Arma do Rosto, Lisboa: Cotovia, 1998
- O Tabaco de Deus, Lisboa: Cotovia, 2002
- Exercícios de Humano, Lisboa: Abysmo, 2014

### Outros
- A Morte não é Prioritária - biografia de Manoel de Oliveira, Liboa: Contraponto, 2019